# John Gully
John Gully (Wick, 21 agosto 1783 – Durham, 9 marzo 1863) è stato un pugile e politico inglese, campione d'Inghilterra di pugilato nel 1807.
Nato a Wick, presso la città di Bath, il 21 agosto 1783, suo padre era un ricco latifondista. John lavorò assieme al padre ed ereditò tutte le attività di famiglia. Da giovane si dimostrò un'ottima promessa nello sport del pugilato. Nel 1805, mentre si trovava ancora in prigione per debiti, affrontò il campione in carica e suo amico Henry Pearce. Vinse la sfida e la ricompensa per la vittoria fu la liberazione dal carcere.
L'8 ottobre dello stesso anno i due si incontrarono nuovamente di fronte ad una gran folla di persone tra cui era presente il futuro re Guglielmo IV, ancora nella veste di duca di Clarence. Gully riuscì a vincere dopo 64 riprese, 1 ora e 17 minuti di combattimento. Gully si dimostrò un pugile formidabile. Difese il titolo contro il gigante Bob Gregson in due incontri successivi. Il 14 ottobre 1807 fu organizzato il primo incontro, Gully vinse in 26 riprese e incassò il premio di 200 sterline. Nel secondo incontro Gully sancì completamente il suo valore battendo lo sfidante in 1 ora e 15 minuti dopo 28 rounds. Dopo quella sfida Gully prese la decisione di abbandonare il mondo della boxe e si interessò alle corse per cavalli. Il titolo di campione rimase vacante fino a che non fu assegnato a Tom Cribb.
In pochi anni Gully costruì una valida scuderia e partecipò con i suoi cavalli alle più importanti manifestazioni britanniche. Nel 1832 i suoi cavalli vinsero il Derby racehorse, il che comportò per le sue tasche una vincita di circa £80.000. Gully si iscrisse la partito liberale grazie al quale venne eletto al parlamento inglese, intanto i suoi cavalli dominavano le corse più importanti e prestigiose del periodo.
Morì il 9 marzo 1863 all'età di 79 anni e venne sepolto nel suo cimitero di famiglia accanto alla chiesa cattolica ad Ackworth Park vicino Pontefract.